# شبکه آتی‌وی (ترکیه)
آتی‌وی یا آتِ‌وِ (به شکل atv)، شبکۀ تلویزیونی رایگان کشور ترکیه است که در سال ۱۹۹۳ تأسیس شده‌است. این شبکه متعلق به گروه رسانه‌ای تورکوواز است. از اوت ۲۰۱۳، آتی‌وی با سهم بازار ۲۲% محبوب‌ترین شبکه ترکیه بود. آتی‌وی توسط گروه صباح که مالک اصلی این شبکه است، تأسیس شد. این شبکه در سال ۲۰۰۲ مالکیت خود را به Ciner Media Group و تی‌ام‌اس‌اف در سال ۲۰۰۷ تغییر داد. آتی‌وی متعلق به گروه رسانه‌ای تورکوواز از چالیک هلدینگ بود، اما در سال ۲۰۱۳ مالکیت آن دوباره به Md Melar Hossain Akndo تغییر کرد.
معروف‌ترین و محبوب‌ترین برنامهٔ این شبکه ایبو شو (برنامه زندهٔ ابراهیم تاتلیسس) بود که در آن تاتلیسس هم خودش ترانه‌هایش را می‌خواند و هم مهمانان و هنرمندان دیگری به برنامه می‌آمدند و اجرای زنده یا پلی‌بک داشتند. از مجموعۀ تلویزیونی‌های بسیار مشهور این شبکه می‌توان به مجموعۀ تلویزیونی غنچه‌های زخمی و خواهر و برادرانم اشاره کرد. همچنین مجموعۀ تلویزیونی تو بگو دریای سیاه یکی از پر بازدیدترین مجموعۀ تلویزیونی‌های پخش شده در شبکه a2 زیر مجموعهٔ شبکهٔ آی‌تی‌وی است.

## پیوندها به بیرون
- وبگاه رسمی (به ترکی استانبولی)
- ATV Turkey at LyngSat Address
- ATV Distribution